# Division II i ishockey 1948-49
Division II 1948-49 var turneringen på næstbedste niveau i den svenske ishockeyliga i sæsonen 1948-49, og det var rækkens ottende sæson under navnet "Division II". Turneringen havde deltagelse af 28 hold, der spillede om fire oprykningspladser til Division I. Holdene var inddelt fire regioner med seks eller otte hold i hver region, og i regionerne med seks hold var holdene samlte i én pulje, mens holdene i regioner med otte hold var inddelt i to puljer med fire hold. I regionerne med to puljer spillede de to puljevindere om sejren i den pågældende region. Vinderne af turneringerne i de fire regioner rykkede op i Division I.
Oprykningspladserne til Division I blev besat af følgende fire hold:
- Atlas Diesels IF, der vandt Division II Syd.
- IK Huge, der vandt Division II Nord.
- Nacka SK, der vandt Division II Øst.
- Västerås SK, der vandt Division II Vest.

## Hold
Division II havde deltagelse af 28 klubber, hvilket var 15 færre end i den foregående sæson. Blandt deltagerne var:
- 4 klubber, der var rykket ned fra Division I: Atlas Diesels IF, Nacka SK, Tranebergs IF og Västerås SK.
- 7 klubber, der var rykket op fra de regionale serier: F15 Söderhamn, Grums IK, IF Fellows, IF Vesta, Kalmar FF, Kungsholms IF og Norrköpings FF.

I forhold til den foregående sæson var puljestrukturen lavet om fra syv puljer med 6-7 hold til fire regioner med 6 eller 8 hold. Nord- og øst-regionen havde deltagelse af seks hold, der i en enkelt pulje spillede en dobbeltturnering alle-mod-alle. I vest- og syd-regionerne deltog otte hold, som var inddelt i to puljer med fire hold. Alle puljer spillede en dobbeltturnering alle-mod-alle, og de to puljevindere i hver region spillede et playoff-opgør over to kampe om sejren i den pågældende region.
De fire regionsvindere rykkede op i Division I.
| Hold               | By         | Foregående sæson                 | F15 Söderhamn Hofors Brynäs, Gefle og Huge Krylbo IFK Västerås Västerås SK Forward Sturehov Grums Fellows Göta Skived Vesta Atlas Diesel, IFK Stockholm, Karlberg, Kungsholm, Nacka, Sundbyberg, Traneberg og Årsta Södertälje Kalmar IFK Norrköping, Norrköpings FF og Sleipner |
| Division II Nord   |            |                                  | F15 Söderhamn Hofors Brynäs, Gefle og Huge Krylbo IFK Västerås Västerås SK Forward Sturehov Grums Fellows Göta Skived Vesta Atlas Diesel, IFK Stockholm, Karlberg, Kungsholm, Nacka, Sundbyberg, Traneberg og Årsta Södertälje Kalmar IFK Norrköping, Norrköpings FF og Sleipner |
| Brynäs IF          | Gävle      | Nr. 3 i Division II Nord         | F15 Söderhamn Hofors Brynäs, Gefle og Huge Krylbo IFK Västerås Västerås SK Forward Sturehov Grums Fellows Göta Skived Vesta Atlas Diesel, IFK Stockholm, Karlberg, Kungsholm, Nacka, Sundbyberg, Traneberg og Årsta Södertälje Kalmar IFK Norrköping, Norrköpings FF og Sleipner |
| F15 Söderhamn      | Söderhamn  | Regional serie                   | F15 Söderhamn Hofors Brynäs, Gefle og Huge Krylbo IFK Västerås Västerås SK Forward Sturehov Grums Fellows Göta Skived Vesta Atlas Diesel, IFK Stockholm, Karlberg, Kungsholm, Nacka, Sundbyberg, Traneberg og Årsta Södertälje Kalmar IFK Norrköping, Norrköpings FF og Sleipner |
| Gefle IF           | Gävle      | Nr. 2 i Division II Nord         | F15 Söderhamn Hofors Brynäs, Gefle og Huge Krylbo IFK Västerås Västerås SK Forward Sturehov Grums Fellows Göta Skived Vesta Atlas Diesel, IFK Stockholm, Karlberg, Kungsholm, Nacka, Sundbyberg, Traneberg og Årsta Södertälje Kalmar IFK Norrköping, Norrköpings FF og Sleipner |
| Hofors IK          | Hofors     | Nr. 2 i Division II Dalagruppen  | F15 Söderhamn Hofors Brynäs, Gefle og Huge Krylbo IFK Västerås Västerås SK Forward Sturehov Grums Fellows Göta Skived Vesta Atlas Diesel, IFK Stockholm, Karlberg, Kungsholm, Nacka, Sundbyberg, Traneberg og Årsta Södertälje Kalmar IFK Norrköping, Norrköpings FF og Sleipner |
| IK Huge            | Gävle      | Nr. 1 i Division II Nord         | F15 Söderhamn Hofors Brynäs, Gefle og Huge Krylbo IFK Västerås Västerås SK Forward Sturehov Grums Fellows Göta Skived Vesta Atlas Diesel, IFK Stockholm, Karlberg, Kungsholm, Nacka, Sundbyberg, Traneberg og Årsta Södertälje Kalmar IFK Norrköping, Norrköpings FF og Sleipner |
| Krylbo IF          | Krylbo     | Nr. 3 i Division II Dalagruppen  | F15 Söderhamn Hofors Brynäs, Gefle og Huge Krylbo IFK Västerås Västerås SK Forward Sturehov Grums Fellows Göta Skived Vesta Atlas Diesel, IFK Stockholm, Karlberg, Kungsholm, Nacka, Sundbyberg, Traneberg og Årsta Södertälje Kalmar IFK Norrköping, Norrköpings FF og Sleipner |
| Division II Vest A |            |                                  | F15 Söderhamn Hofors Brynäs, Gefle og Huge Krylbo IFK Västerås Västerås SK Forward Sturehov Grums Fellows Göta Skived Vesta Atlas Diesel, IFK Stockholm, Karlberg, Kungsholm, Nacka, Sundbyberg, Traneberg og Årsta Södertälje Kalmar IFK Norrköping, Norrköpings FF og Sleipner |
| BK Forward         | Örebro     | Nr. 2 i Division II Västmanland  | F15 Söderhamn Hofors Brynäs, Gefle og Huge Krylbo IFK Västerås Västerås SK Forward Sturehov Grums Fellows Göta Skived Vesta Atlas Diesel, IFK Stockholm, Karlberg, Kungsholm, Nacka, Sundbyberg, Traneberg og Årsta Södertälje Kalmar IFK Norrköping, Norrköpings FF og Sleipner |
| IFK Västerås       | Västerås   | Nr. 3 i Division II Västmanland  | F15 Söderhamn Hofors Brynäs, Gefle og Huge Krylbo IFK Västerås Västerås SK Forward Sturehov Grums Fellows Göta Skived Vesta Atlas Diesel, IFK Stockholm, Karlberg, Kungsholm, Nacka, Sundbyberg, Traneberg og Årsta Södertälje Kalmar IFK Norrköping, Norrköpings FF og Sleipner |
| IK Sturehov        | Örebro     | Nr. 4 i Division II Västmanland  | F15 Söderhamn Hofors Brynäs, Gefle og Huge Krylbo IFK Västerås Västerås SK Forward Sturehov Grums Fellows Göta Skived Vesta Atlas Diesel, IFK Stockholm, Karlberg, Kungsholm, Nacka, Sundbyberg, Traneberg og Årsta Södertälje Kalmar IFK Norrköping, Norrköpings FF og Sleipner |
| Västerås SK        | Västerås   | Nr. 5 i Division I Nord          | F15 Söderhamn Hofors Brynäs, Gefle og Huge Krylbo IFK Västerås Västerås SK Forward Sturehov Grums Fellows Göta Skived Vesta Atlas Diesel, IFK Stockholm, Karlberg, Kungsholm, Nacka, Sundbyberg, Traneberg og Årsta Södertälje Kalmar IFK Norrköping, Norrköpings FF og Sleipner |
| Division II Vest B |            |                                  | F15 Söderhamn Hofors Brynäs, Gefle og Huge Krylbo IFK Västerås Västerås SK Forward Sturehov Grums Fellows Göta Skived Vesta Atlas Diesel, IFK Stockholm, Karlberg, Kungsholm, Nacka, Sundbyberg, Traneberg og Årsta Södertälje Kalmar IFK Norrköping, Norrköpings FF og Sleipner |
| Grums IK           | Grums      | Regional serie                   | F15 Söderhamn Hofors Brynäs, Gefle og Huge Krylbo IFK Västerås Västerås SK Forward Sturehov Grums Fellows Göta Skived Vesta Atlas Diesel, IFK Stockholm, Karlberg, Kungsholm, Nacka, Sundbyberg, Traneberg og Årsta Södertälje Kalmar IFK Norrköping, Norrköpings FF og Sleipner |
| IF Fellows         | Mölndal    | Regional serie                   | F15 Söderhamn Hofors Brynäs, Gefle og Huge Krylbo IFK Västerås Västerås SK Forward Sturehov Grums Fellows Göta Skived Vesta Atlas Diesel, IFK Stockholm, Karlberg, Kungsholm, Nacka, Sundbyberg, Traneberg og Årsta Södertälje Kalmar IFK Norrköping, Norrköpings FF og Sleipner |
| IF Göta            | Karlstad   | Nr. 3 i Division II Vest         | F15 Söderhamn Hofors Brynäs, Gefle og Huge Krylbo IFK Västerås Västerås SK Forward Sturehov Grums Fellows Göta Skived Vesta Atlas Diesel, IFK Stockholm, Karlberg, Kungsholm, Nacka, Sundbyberg, Traneberg og Årsta Södertälje Kalmar IFK Norrköping, Norrköpings FF og Sleipner |
| Skiveds IF         | Forshaga   | Nr. 2 i Division II Vest         | F15 Söderhamn Hofors Brynäs, Gefle og Huge Krylbo IFK Västerås Västerås SK Forward Sturehov Grums Fellows Göta Skived Vesta Atlas Diesel, IFK Stockholm, Karlberg, Kungsholm, Nacka, Sundbyberg, Traneberg og Årsta Södertälje Kalmar IFK Norrköping, Norrköpings FF og Sleipner |
| Division II Øst    |            |                                  | F15 Söderhamn Hofors Brynäs, Gefle og Huge Krylbo IFK Västerås Västerås SK Forward Sturehov Grums Fellows Göta Skived Vesta Atlas Diesel, IFK Stockholm, Karlberg, Kungsholm, Nacka, Sundbyberg, Traneberg og Årsta Södertälje Kalmar IFK Norrköping, Norrköpings FF og Sleipner |
| IF Vesta           | Uppsala    | Regional serie                   | F15 Söderhamn Hofors Brynäs, Gefle og Huge Krylbo IFK Västerås Västerås SK Forward Sturehov Grums Fellows Göta Skived Vesta Atlas Diesel, IFK Stockholm, Karlberg, Kungsholm, Nacka, Sundbyberg, Traneberg og Årsta Södertälje Kalmar IFK Norrköping, Norrköpings FF og Sleipner |
| IFK Stockholm      | Stockholm  | Nr. 2 i Division II Øst          | F15 Söderhamn Hofors Brynäs, Gefle og Huge Krylbo IFK Västerås Västerås SK Forward Sturehov Grums Fellows Göta Skived Vesta Atlas Diesel, IFK Stockholm, Karlberg, Kungsholm, Nacka, Sundbyberg, Traneberg og Årsta Södertälje Kalmar IFK Norrköping, Norrköpings FF og Sleipner |
| Karlbergs BK       | Stockholm  | Nr. 1 i Division II Södermanland | F15 Söderhamn Hofors Brynäs, Gefle og Huge Krylbo IFK Västerås Västerås SK Forward Sturehov Grums Fellows Göta Skived Vesta Atlas Diesel, IFK Stockholm, Karlberg, Kungsholm, Nacka, Sundbyberg, Traneberg og Årsta Södertälje Kalmar IFK Norrköping, Norrköpings FF og Sleipner |
| Nacka SK           | Stockholm  | Nr. 6 i Division I Syd           | F15 Söderhamn Hofors Brynäs, Gefle og Huge Krylbo IFK Västerås Västerås SK Forward Sturehov Grums Fellows Göta Skived Vesta Atlas Diesel, IFK Stockholm, Karlberg, Kungsholm, Nacka, Sundbyberg, Traneberg og Årsta Södertälje Kalmar IFK Norrköping, Norrköpings FF og Sleipner |
| Sundbybergs IK     | Stockholm  | Nr. 3 i Division II Södermanland | F15 Söderhamn Hofors Brynäs, Gefle og Huge Krylbo IFK Västerås Västerås SK Forward Sturehov Grums Fellows Göta Skived Vesta Atlas Diesel, IFK Stockholm, Karlberg, Kungsholm, Nacka, Sundbyberg, Traneberg og Årsta Södertälje Kalmar IFK Norrköping, Norrköpings FF og Sleipner |
| Årsta SK           | Stockholm  | Nr. 3 i Division II Øst          | F15 Söderhamn Hofors Brynäs, Gefle og Huge Krylbo IFK Västerås Västerås SK Forward Sturehov Grums Fellows Göta Skived Vesta Atlas Diesel, IFK Stockholm, Karlberg, Kungsholm, Nacka, Sundbyberg, Traneberg og Årsta Södertälje Kalmar IFK Norrköping, Norrköpings FF og Sleipner |
| Division II Syd A  |            |                                  | F15 Söderhamn Hofors Brynäs, Gefle og Huge Krylbo IFK Västerås Västerås SK Forward Sturehov Grums Fellows Göta Skived Vesta Atlas Diesel, IFK Stockholm, Karlberg, Kungsholm, Nacka, Sundbyberg, Traneberg og Årsta Södertälje Kalmar IFK Norrköping, Norrköpings FF og Sleipner |
| Atlas Diesels IF   | Stockholm  | Nr. 5 i Division I Syd           | F15 Söderhamn Hofors Brynäs, Gefle og Huge Krylbo IFK Västerås Västerås SK Forward Sturehov Grums Fellows Göta Skived Vesta Atlas Diesel, IFK Stockholm, Karlberg, Kungsholm, Nacka, Sundbyberg, Traneberg og Årsta Södertälje Kalmar IFK Norrköping, Norrköpings FF og Sleipner |
| Södertälje IF      | Södertälje | Nr. 2 i Division II Södermanland | F15 Söderhamn Hofors Brynäs, Gefle og Huge Krylbo IFK Västerås Västerås SK Forward Sturehov Grums Fellows Göta Skived Vesta Atlas Diesel, IFK Stockholm, Karlberg, Kungsholm, Nacka, Sundbyberg, Traneberg og Årsta Södertälje Kalmar IFK Norrköping, Norrköpings FF og Sleipner |
| Tranebergs IF      | Stockholm  | Nr. 6 i Division I Nord          | F15 Söderhamn Hofors Brynäs, Gefle og Huge Krylbo IFK Västerås Västerås SK Forward Sturehov Grums Fellows Göta Skived Vesta Atlas Diesel, IFK Stockholm, Karlberg, Kungsholm, Nacka, Sundbyberg, Traneberg og Årsta Södertälje Kalmar IFK Norrköping, Norrköpings FF og Sleipner |
| Kungsholms IF      | Stockholm  | Regional serie                   | F15 Söderhamn Hofors Brynäs, Gefle og Huge Krylbo IFK Västerås Västerås SK Forward Sturehov Grums Fellows Göta Skived Vesta Atlas Diesel, IFK Stockholm, Karlberg, Kungsholm, Nacka, Sundbyberg, Traneberg og Årsta Södertälje Kalmar IFK Norrköping, Norrköpings FF og Sleipner |
| Division II Syd B  |            |                                  | F15 Söderhamn Hofors Brynäs, Gefle og Huge Krylbo IFK Västerås Västerås SK Forward Sturehov Grums Fellows Göta Skived Vesta Atlas Diesel, IFK Stockholm, Karlberg, Kungsholm, Nacka, Sundbyberg, Traneberg og Årsta Södertälje Kalmar IFK Norrköping, Norrköpings FF og Sleipner |
| IFK Norrköping     | Norrköping | Nr. 1 i Division II Syd          | F15 Söderhamn Hofors Brynäs, Gefle og Huge Krylbo IFK Västerås Västerås SK Forward Sturehov Grums Fellows Göta Skived Vesta Atlas Diesel, IFK Stockholm, Karlberg, Kungsholm, Nacka, Sundbyberg, Traneberg og Årsta Södertälje Kalmar IFK Norrköping, Norrköpings FF og Sleipner |
| IK Sleipner        | Norrköping | Nr. 2 i Division II Syd          | F15 Söderhamn Hofors Brynäs, Gefle og Huge Krylbo IFK Västerås Västerås SK Forward Sturehov Grums Fellows Göta Skived Vesta Atlas Diesel, IFK Stockholm, Karlberg, Kungsholm, Nacka, Sundbyberg, Traneberg og Årsta Södertälje Kalmar IFK Norrköping, Norrköpings FF og Sleipner |
| Norrköpings FF     | Norrköping | Regional serie                   | F15 Söderhamn Hofors Brynäs, Gefle og Huge Krylbo IFK Västerås Västerås SK Forward Sturehov Grums Fellows Göta Skived Vesta Atlas Diesel, IFK Stockholm, Karlberg, Kungsholm, Nacka, Sundbyberg, Traneberg og Årsta Södertälje Kalmar IFK Norrköping, Norrköpings FF og Sleipner |
| Kalmar FF          | Kalmar     | Regional serie                   | F15 Söderhamn Hofors Brynäs, Gefle og Huge Krylbo IFK Västerås Västerås SK Forward Sturehov Grums Fellows Göta Skived Vesta Atlas Diesel, IFK Stockholm, Karlberg, Kungsholm, Nacka, Sundbyberg, Traneberg og Årsta Södertälje Kalmar IFK Norrköping, Norrköpings FF og Sleipner |

## Division II Nord
Division II Nord havde deltagelse af seks hold, der spillede en dobbeltturnering alle-mod-alle. Vinderen af turneringen, IK Huge, rykkede op i Division I.
| \| Nr \| Hold \| K \| V \| U \| T \| Mf \| \| Mi \| +/- \| P \| \| -- \| ----------------- \| -- \| - \| - \| - \| -- \| - \| -- \| --- \| ------------------------------------ \| \| 1 \| IK Huge \| 10 \| 7 \| 2 \| 1 \| 61 \| – \| 28 \| +33 \| 16Oprykning til Division I \| \| 2 \| Brynäs IF \| 10 \| 5 \| 2 \| 3 \| 45 \| – \| 43 \| +2 \| 12 \| \| 3 \| Gefle IF \| 10 \| 4 \| 2 \| 4 \| 29 \| – \| 30 \| −1 \| 10 \| \| 4 \| Krylbo IF \| 10 \| 4 \| 2 \| 4 \| 37 \| – \| 39 \| −2 \| 10 \| \| 5 \| Hofors IK \| 10 \| 4 \| 0 \| 6 \| 48 \| – \| 51 \| −3 \| 8Nedrykning til Division III 1949-50 \| \| 6 \| F15 Söderhamn (O) \| 10 \| 2 \| 0 \| 8 \| 39 \| – \| 68 \| −29 \| 4Nedrykning til Division III 1949-50 \| K: Kampe spillet, V: Vundne kampe, U: Uafgjorte kampe, T: Tabte kampe, Mf: Mål for, Mi: Mål imod, +/-: Måldifference, P: Point |                   |    |   |   |   |    |   |    |     |                                      |
| Nr | Hold              | K  | V | U | T | Mf |   | Mi | +/- | P                                    |
| 1 | IK Huge           | 10 | 7 | 2 | 1 | 61 | – | 28 | +33 | 16Oprykning til Division I           |
| 2 | Brynäs IF         | 10 | 5 | 2 | 3 | 45 | – | 43 | +2  | 12                                   |
| 3 | Gefle IF          | 10 | 4 | 2 | 4 | 29 | – | 30 | −1  | 10                                   |
| 4 | Krylbo IF         | 10 | 4 | 2 | 4 | 37 | – | 39 | −2  | 10                                   |
| 5 | Hofors IK         | 10 | 4 | 0 | 6 | 48 | – | 51 | −3  | 8Nedrykning til Division III 1949-50 |
| 6 | F15 Söderhamn (O) | 10 | 2 | 0 | 8 | 39 | – | 68 | −29 | 4Nedrykning til Division III 1949-50 |

## Division II Vest
Division II Vest havde deltagelse af otte hold, der var inddelt i to regionale puljer med fire hold i hver. I hver pulje spillede holdene en dobbeltturnering alle-mod-alle, og de to puljevindere gik videre til regionsfinalen, der blev afgjort over to kampe. Vinderen af regionsfinalen, Västerås SK, rykkede op i Division I.

### Division II Vest A
| \| Nr \| Hold \| K \| V \| U \| T \| Mf \| \| Mi \| +/- \| P \| \| -- \| --------------- \| - \| - \| - \| - \| -- \| - \| -- \| --- \| ------------------------------------ \| \| 1 \| Västerås SK (N) \| 6 \| 6 \| 0 \| 0 \| 39 \| – \| 14 \| +25 \| 12Regionsfinale \| \| 2 \| BK Forward \| 6 \| 3 \| 0 \| 3 \| 24 \| – \| 30 \| −6 \| 6 \| \| 3 \| IFK Västerås \| 6 \| 2 \| 0 \| 4 \| 17 \| – \| 22 \| −5 \| 4 \| \| 4 \| IK Sturehov \| 6 \| 1 \| 0 \| 5 \| 18 \| – \| 32 \| −14 \| 2Nedrykning til Division III 1949-50 \| K: Kampe spillet, V: Vundne kampe, U: Uafgjorte kampe, T: Tabte kampe, Mf: Mål for, Mi: Mål imod, +/-: Måldifference, P: Point |                 |   |   |   |   |    |   |    |     |                                      |
| Nr | Hold            | K | V | U | T | Mf |   | Mi | +/- | P                                    |
| 1 | Västerås SK (N) | 6 | 6 | 0 | 0 | 39 | – | 14 | +25 | 12Regionsfinale                      |
| 2 | BK Forward      | 6 | 3 | 0 | 3 | 24 | – | 30 | −6  | 6                                    |
| 3 | IFK Västerås    | 6 | 2 | 0 | 4 | 17 | – | 22 | −5  | 4                                    |
| 4 | IK Sturehov     | 6 | 1 | 0 | 5 | 18 | – | 32 | −14 | 2Nedrykning til Division III 1949-50 |

### Division II Vest B
| \| Nr \| Hold \| K \| V \| U \| T \| Mf \| \| Mi \| +/- \| P \| \| -- \| -------------- \| - \| - \| - \| - \| -- \| - \| -- \| --- \| ------------------------------------ \| \| 1 \| Skiveds IF \| 5 \| 5 \| 0 \| 0 \| 29 \| – \| 8 \| +21 \| 10Regionsfinale \| \| 2 \| IF Göta \| 4 \| 2 \| 0 \| 2 \| 12 \| – \| 13 \| −1 \| 4 \| \| 3 \| Grums IK (O) \| 5 \| 1 \| 0 \| 4 \| 21 \| – \| 25 \| −4 \| 2 \| \| 4 \| IF Fellows (O) \| 2 \| 0 \| 0 \| 2 \| 2 \| – \| 18 \| −16 \| 0Nedrykning til Division III 1949-50 \| K: Kampe spillet, V: Vundne kampe, U: Uafgjorte kampe, T: Tabte kampe, Mf: Mål for, Mi: Mål imod, +/-: Måldifference, P: Point |                |   |   |   |   |    |   |    |     |                                      |
| Nr | Hold           | K | V | U | T | Mf |   | Mi | +/- | P                                    |
| 1 | Skiveds IF     | 5 | 5 | 0 | 0 | 29 | – | 8  | +21 | 10Regionsfinale                      |
| 2 | IF Göta        | 4 | 2 | 0 | 2 | 12 | – | 13 | −1  | 4                                    |
| 3 | Grums IK (O)   | 5 | 1 | 0 | 4 | 21 | – | 25 | −4  | 2                                    |
| 4 | IF Fellows (O) | 2 | 0 | 0 | 2 | 2  | – | 18 | −16 | 0Nedrykning til Division III 1949-50 |

### Regionsfinale Vest
De to puljevindere spillede i regionsfinalen om en oprykningsplads til Division I. Finalen blev afviklet over to kampe, hvor summen af de to resultater gjaldt som det samlede resultat. Västerås SK sikrede sig oprykningspladsen med en samlet sejr på 11–6.
| Kamp | Hold                     | Res. |
| ---- | ------------------------ | ---- |
| 1    | Västerås SK - Skiveds IF | 4–3  |
| 2    | Skiveds IF - Västerås SK | 3–7  |

## Division II Øst
Division II Øst havde deltagelse af seks hold, der spillede en dobbeltturnering alle-mod-alle. Vinderen af turneringen, IK Huge, rykkede op i Division I.
| \| Nr \| Hold \| K \| V \| U \| T \| Mf \| \| Mi \| +/- \| P \| \| -- \| -------------- \| -- \| - \| - \| - \| -- \| - \| -- \| --- \| ------------------------------------ \| \| 1 \| Nacka SK (N) \| 9 \| 9 \| 0 \| 0 \| 67 \| – \| 20 \| +47 \| 18Oprykning til Division I 1949-50 \| \| 2 \| Karlbergs BK \| 9 \| 5 \| 0 \| 4 \| 46 \| – \| 44 \| +2 \| 10 \| \| 3 \| Årsta SK \| 9 \| 4 \| 2 \| 3 \| 40 \| – \| 40 \| 0 \| 10 \| \| 4 \| Sundbybergs IK \| 10 \| 5 \| 0 \| 5 \| 42 \| – \| 44 \| −2 \| 10 \| \| 5 \| IFK Stockholm \| 9 \| 2 \| 1 \| 6 \| 35 \| – \| 50 \| −15 \| 5Nedrykning til Division III 1949-50 \| \| 6 \| IF Vesta (O) \| 10 \| 1 \| 1 \| 8 \| 41 \| – \| 73 \| −32 \| 3Nedrykning til Division III 1949-50 \| K: Kampe spillet, V: Vundne kampe, U: Uafgjorte kampe, T: Tabte kampe, Mf: Mål for, Mi: Mål imod, +/-: Måldifference, P: Point |                |    |   |   |   |    |   |    |     |                                      |
| Nr | Hold           | K  | V | U | T | Mf |   | Mi | +/- | P                                    |
| 1 | Nacka SK (N)   | 9  | 9 | 0 | 0 | 67 | – | 20 | +47 | 18Oprykning til Division I 1949-50   |
| 2 | Karlbergs BK   | 9  | 5 | 0 | 4 | 46 | – | 44 | +2  | 10                                   |
| 3 | Årsta SK       | 9  | 4 | 2 | 3 | 40 | – | 40 | 0   | 10                                   |
| 4 | Sundbybergs IK | 10 | 5 | 0 | 5 | 42 | – | 44 | −2  | 10                                   |
| 5 | IFK Stockholm  | 9  | 2 | 1 | 6 | 35 | – | 50 | −15 | 5Nedrykning til Division III 1949-50 |
| 6 | IF Vesta (O)   | 10 | 1 | 1 | 8 | 41 | – | 73 | −32 | 3Nedrykning til Division III 1949-50 |

## Division II Syd
Division II Vest havde deltagelse af otte hold, der var inddelt i to regionale puljer med fire hold i hver. I hver pulje spillede holdene en dobbeltturnering alle-mod-alle, og de to puljevindere gik videre til regionsfinalen, der blev afgjort over to kampe. Vinderen af regionsfinalen, Atlas Diesels IF, rykkede op i Division I.

### Division II Syd A
| \| Nr \| Hold \| K \| V \| U \| T \| Mf \| \| Mi \| +/- \| P \| \| -- \| -------------------- \| - \| - \| - \| - \| -- \| - \| -- \| --- \| ------------------------------------ \| \| 1 \| Atlas Diesels IF (N) \| 5 \| 4 \| 1 \| 0 \| 32 \| – \| 13 \| +19 \| 9Oprykningsspil \| \| 2 \| Södertälje IF \| 6 \| 3 \| 0 \| 3 \| 37 \| – \| 26 \| +11 \| 6 \| \| 3 \| Tranebergs IF (N) \| 6 \| 2 \| 1 \| 3 \| 21 \| – \| 32 \| −11 \| 5 \| \| 4 \| Kungsholms IF (O) \| 5 \| 1 \| 0 \| 4 \| 17 \| – \| 43 \| −26 \| 2Nedrykning til Division III 1949-50 \| K: Kampe spillet, V: Vundne kampe, U: Uafgjorte kampe, T: Tabte kampe, Mf: Mål for, Mi: Mål imod, +/-: Måldifference, P: Point |                      |   |   |   |   |    |   |    |     |                                      |
| Nr | Hold                 | K | V | U | T | Mf |   | Mi | +/- | P                                    |
| 1 | Atlas Diesels IF (N) | 5 | 4 | 1 | 0 | 32 | – | 13 | +19 | 9Oprykningsspil                      |
| 2 | Södertälje IF        | 6 | 3 | 0 | 3 | 37 | – | 26 | +11 | 6                                    |
| 3 | Tranebergs IF (N)    | 6 | 2 | 1 | 3 | 21 | – | 32 | −11 | 5                                    |
| 4 | Kungsholms IF (O)    | 5 | 1 | 0 | 4 | 17 | – | 43 | −26 | 2Nedrykning til Division III 1949-50 |

### Division II Syd B
| \| Nr \| Hold \| K \| V \| U \| T \| Mf \| \| Mi \| +/- \| P \| \| -- \| ------------------ \| - \| - \| - \| - \| -- \| - \| -- \| --- \| --------------- \| \| 1 \| IK Sleipner \| 5 \| 4 \| 1 \| 0 \| 32 \| – \| 13 \| +19 \| 9Oprykningsspil \| \| 2 \| IFK Norrköping \| 6 \| 4 \| 1 \| 1 \| 28 \| – \| 19 \| +9 \| 9 \| \| 3 \| Kalmar FF (O) \| 5 \| 2 \| 0 \| 3 \| 20 \| – \| 29 \| −9 \| 4 \| \| 4 \| Norrköpings FF (O) \| 6 \| 0 \| 0 \| 6 \| 17 \| – \| 36 \| −19 \| 0 \| K: Kampe spillet, V: Vundne kampe, U: Uafgjorte kampe, T: Tabte kampe, Mf: Mål for, Mi: Mål imod, +/-: Måldifference, P: Point |                    |   |   |   |   |    |   |    |     |                 |
| Nr | Hold               | K | V | U | T | Mf |   | Mi | +/- | P               |
| 1 | IK Sleipner        | 5 | 4 | 1 | 0 | 32 | – | 13 | +19 | 9Oprykningsspil |
| 2 | IFK Norrköping     | 6 | 4 | 1 | 1 | 28 | – | 19 | +9  | 9               |
| 3 | Kalmar FF (O)      | 5 | 2 | 0 | 3 | 20 | – | 29 | −9  | 4               |
| 4 | Norrköpings FF (O) | 6 | 0 | 0 | 6 | 17 | – | 36 | −19 | 0               |

### Regionsfinale Syd
De to puljevindere spillede i regionsfinalen om en oprykningsplads til Division I. Finalen blev afviklet over to kampe, hvor summen af de to resultater gjaldt som det samlede resultat. Atlas Diesels IF sikrede sig oprykningspladsen med en samlet sejr på 4–0.
| Kamp | Hold                           | Res. |
| ---- | ------------------------------ | ---- |
| 1    | IK Sleipner - Atlas Diesels IF | 0–2  |
| 2    | Atlas Diesels IF - IK Sleipner | 2–0  |